# Withrow-Gletscher
Der Withrow-Gletscher ist ein Gletscher an der Saunders-Küste des westantarktischen Marie-Byrd-Lands. Auf der Edward-VII-Halbinsel fließt er in nordwestlicher Richtung zum Bartlett Inlet, das er unmittelbar östlich des Kap Colbeck erreicht.
Der United States Geological Survey kartierte ihn anhand eigener Vermessungen und Luftaufnahmen der United States Navy aus den Jahren von 1959 bis 1965. Das Advisory Committee on Antarctic Names benannte ihn 1966 nach William Harrill Withrow (1917–2006), der dem Kommandostab der Unterstützungseinheiten der US Navy in Antarktika angehört hatte und von 1965 bis 1966 Leiter deren Abordnung im neuseeländischen Christchurch war.